# Luneray
Luneray là một xã thuộc tỉnh Seine-Maritime trong vùng Normandie miền bắc nước Pháp.

## Huy hiệu
| Arms of Luneray | The arms of Luneray are blazoned: Quarterly 1: Per chevron argent and gules; 2: Gules, a chevron between 3 wolf heads Or; 3: Or, 3 lions sable; 4: Argent, 3 ermine spots sable. |

## Dân số
| 1962                                 | 1968 | 1975 | 1982 | 1990 | 1999 | 2006 |
| ------------------------------------ | ---- | ---- | ---- | ---- | ---- | ---- |
| 1664                                 | 1782 | 1736 | 1807 | 2006 | 2166 | 2113 |
| Từ năm 1962: Dân số không tính trùng |      |      |      |      |      |      |